# 解放区 (映画)
『解放区』（原題: Mercy）は、2000年製作のアメリカ映画。日本では劇場未公開。

## キャスト
- キャサリン：エレン・バーキン
- ドミニク：ジュリアン・サンズ
- スティーヴン・ボールドウィン
- ジル：マーシャル・ベル
- ヴィッキー：ペータ・ウィルソン
- メアリー：カレン・ヤング
- ウェンディ・クルーソン
- フリッチ：ボー・スター
- ジョン：ビル・マクドナルド
- スチュワート・ビック
- メラニー・ニコルズ＝キング